# 欧塞奇河
欧塞奇河（英語：Osage River）是位于美国密蘇里州的一条密苏里河的支流，长约276-英里（444-），是密苏里州的第8大的河。